# هیروکازو ایشیهارا
هیروکازو ایشیهارا (انگلیسی: Hirokazu Ishihara؛ زادهٔ ۲۶ فوریهٔ ۱۹۹۹) بازیکن فوتبال اهل ژاپن است.